# Jean-Marie de la Croix García Méndez
Jean-Marie de la Croix García Méndez, né le 25 septembre 1891 à San Esteban de los Patos et mort le 24 août 1936 à Silla, est un prêtre du Sacré-Cœur espagnol, déclaré bienheureux par Jean-Paul II le 11 mars 2001 avec d'autres martyrs espagnols de cette époque.

## Biographie
Mariano Garcia Méndez, aîné de quinze enfants, naît dans une famille paysanne pieuse de la province d’Avila. Après des études au petit séminaire d'Avila puis au grand séminaire d'Avila, il est ordonné prêtre le 18 mars 1916 pour le diocèse d'Ávila, où il travaille dans plusieurs paroisses jusqu’à la fin de 1925. Mais désireux d'une vie spirituelle plus intense, et après un essai chez les Carmes déchaux, il postule chez les prêtres du Sacré-Cœur de Saint-Quentin et malgré des débuts difficiles il devient profès le 31 octobre 1926 prenant le nom de religion de Jean-Marie de la Croix. Il enseigne d'abord au petit séminaire de Novelda, mais peu doué il devient prêtre itinérant en 1929, quêtant dans les villes et villages pour sa congrégation et travaillant au recrutement pour le petit séminaire de Puente la Reina en Navarre et en alternant des séjours au couvent pour divers services spirituels. Cependant la République est proclamée le 14 avril 1931, ouvrant une période d'intimidation pour l'Église qui va se muer en véritable persécution au fil du temps.
La guerre civile éclate le 18 juillet 1936. Le père Jean-Marie se réfugie à Cuenca dans une communauté religieuse, mais lorsque la ville passe aux républicains, il s'enfuit habillé en civil pour rejoindre Valence habiter chez des amis. En passant le 23 juillet devant une église, il constate avec désarroi que les révolutionnaires sont en train de la démolir et se préparent à l'incendier. Le prêtre proteste devant eux lorsque les flammes montent et il est arrêté car reconnu comme prêtre lorsqu'il décline son état ecclésiastique spontanément. À la prison de Valence, il se prépare au martyre dans la prière pendant un mois, suivant les horaires de sa règle religieuse et réconfortant ses compagnons de cellule, très conscient de connaître le même sort que les martyrs chrétiens des premiers siècles, comme le relateront ses compagnons ; dans la nuit du 23 août suivant, il est emmené avec neuf autres hommes au sud de la ville pour y être fusillé. Les cadavres sont jetés dans une fosse commune du cimetière de Silla au matin du 24 août 1936.

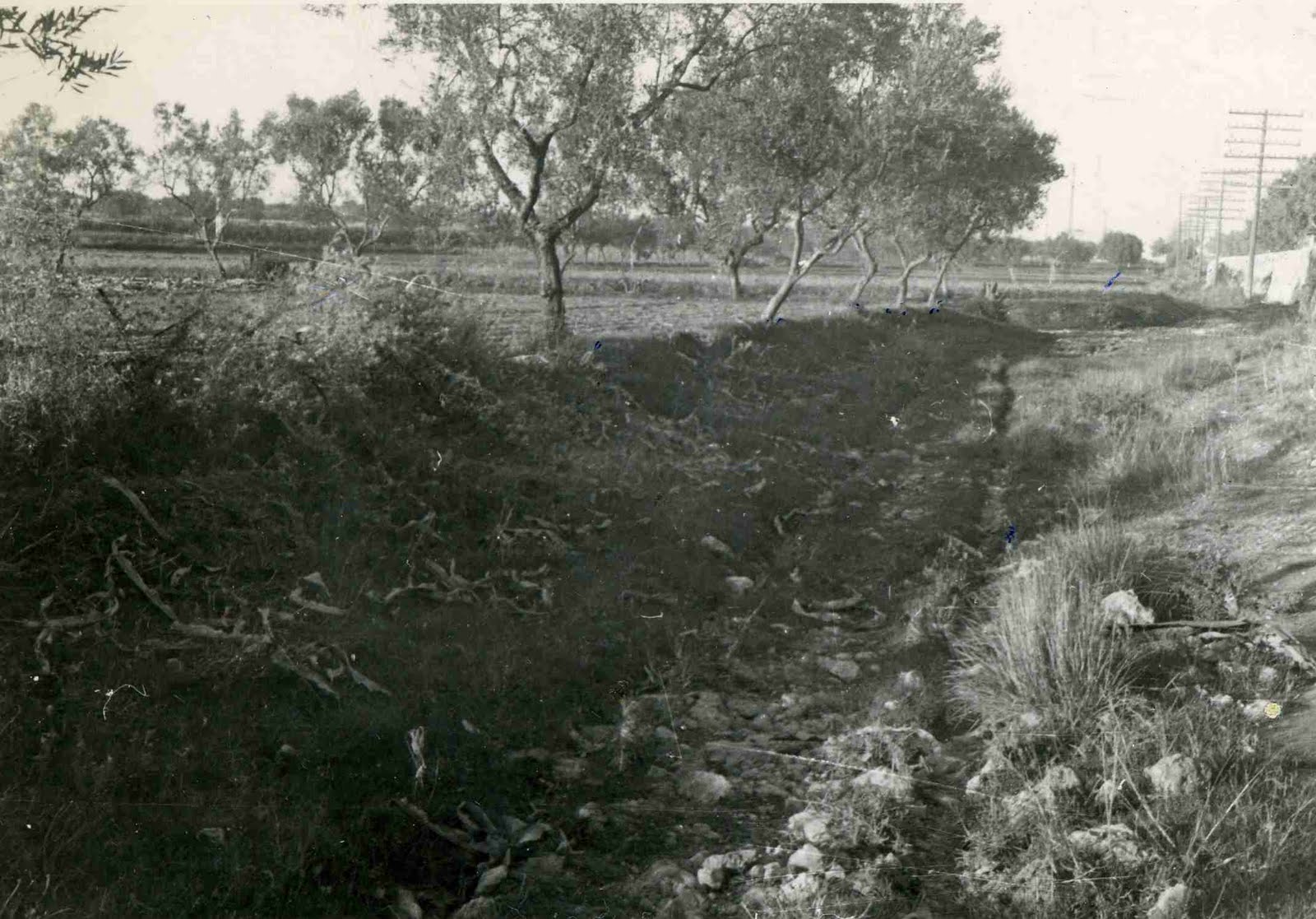
Fosse commune de Silla.

Sa dépouille est transférée en 1940 à l'école apostolique de Puente la Reina.
Le 11 mars 2001, le pape Jean-Paul Il le déclare bienheureux. Il avait depuis son jeune âge un immense amour du Saint Sacrement et une grande dévotion à la Vierge. Il s'était préparé au martyre dans un esprit de réparation depuis de longues années, comme en témoignent ses lettres et ses propos.